# Pierre Jules Reynès
Pour les articles homonymes, voir Reynès (homonymie).
Pierre Jules Reynès, né le 19 février 1815 à Montpeyroux (Hérault) et mort le 10 novembre 1880 à Saint-Pargoire (Hérault), est un médecin et malacologiste français du XIXe siècle.

## Biographie
Diplômé docteur en médecine de la Faculté de Montpellier en 1838 en soutenant une thèse intitulée Apprécier les caractères anatomiques de la péricardite, il s'établit à Aniane (Hérault). 
Pierre Jules Reynès s'adonne, pour ses loisirs, à la connaissance des mollusques de sa région. Il collabore dans les Annales de la Société malacologique de France avec le Dr Georges Servain, l'un des fondateurs de la Société malacologique de France.
Ses écrits sont peu nombreux mais, par ses collectes, il contribua notablement à la connaissance des Paludinées du département de l'Hérault que le Dr Alcide de Paladilhe put étudier.

## Travaux scientifiques
- Description d'une Hélice nouvelle du département de l'Hérault, in Annales de la Société malacologique de France, 1870, I : 34.
- L'Escargot, sa réhabilitation, mélanges paléonto-géocosmo-malacologiques, 120 p., 4 pl. n. lith. Montpellier, 1874.

## Sources
- Anonyme, Pierre Jules Reynès, in Revue biographique de la Société malacologique de France, 1886, II : 39-41 + 1 pl.